# Torneo de Apertura ARUSA 2008
El Torneo de Apertura ARUSA de 2008 fue un torneo de rugby de primera división de Chile.
El campeón del torneo fue el club PWCC.

## Desarrollo

### Grupo A
| Pos. | Equipo               | Encuentros | Encuentros | Encuentros | Encuentros | Tantos | Tantos | Tantos | Puntos |
| Pos. | Equipo               | PJ         | PG         | PE         | PP         | F      | C      | Dif    | Puntos |
| ---- | -------------------- | ---------- | ---------- | ---------- | ---------- | ------ | ------ | ------ | ------ |
| 1.º  | PWCC                 | 3          | 3          | 0          | 0          | 110    | 66     | +44    | 15     |
| 2.º  | Universidad Católica | 3          | 2          | 0          | 1          | 88     | 44     | +44    | 7      |
| 3.º  | Old Georgians        | 3          | 1          | 0          | 2          | 41     | 57     | -16    | 4      |
| 4.º  | COBS                 | 3          | 1          | 0          | 2          | 43     | 115    | -72    | 4      |

### Grupo B
| Pos. | Equipo                  | Encuentros | Encuentros | Encuentros | Encuentros | Tantos | Tantos | Tantos | Puntos |
| Pos. | Equipo                  | PJ         | PG         | PE         | PP         | F      | C      | Dif    | Puntos |
| ---- | ----------------------- | ---------- | ---------- | ---------- | ---------- | ------ | ------ | ------ | ------ |
| 1.º  | Stade Français          | 3          | 3          | 0          | 0          | 93     | 54     | +39    | 14     |
| 2.º  | Old Boys                | 3          | 2          | 0          | 1          | 143    | 29     | +114   | 11     |
| 3.º  | Alumni SC               | 3          | 1          | 0          | 2          | 64     | 78     | -14    | 5      |
| 4.º  | Universidad Santo Tomás | 3          | 0          | 0          | 3          | 26     | 165    | -139   | 0      |

## Fase final

### Séptimo puesto
| 12 de abril de 2008 | COBS | 39 - 6 | UST |  |  |

### Quinto puesto
| 12 de abril de 2008 | Alumni SC | 13 - 25 | Old Reds |  |  |

### Tercer puesto
| 12 de abril de 2008 | Universidad Católica | 13 - 14 | Old Boys |  |  |

### Final
| 12 de abril de 2008 | Stade Français | 17 - 20 | PWCC |  |  |

| Bandera de Chile |
| Campeón PWCC     |